# 윈터스 본
윈터스 본(영어: Winter's Bone)는 2010년 개봉한 미국의 독립 영화이다. 대니얼 우드렐의 동명 소설이 원작이다. 데브라 그래닉이 감독하고 각본을 썼으며, 제니퍼 로런스가 주연을 맡았다.
이 영화는 2010년 선댄스 영화제에서 최초 공개되어 심사위원대상을 수상하였고, 비평가들의 호평을 받아 2011년 제83회 아카데미상 아카데미 작품상, 각본상, 여우주연상, 남우조연상에 후보 지명되었다.

## 줄거리
미국 중부 시골 마을 오자크를 배경으로, 한 십대 소녀가 집에서 내쫓길 위기에 처한 가족을 지키기 위해 마약 판매로 실형 선고를 받고 갑자기 행방 불명 된 아버지를 찾아 나선다.

## 출연
- 제니퍼 로런스 - 리 돌리 역
- 존 호크스 - 티어드롭 돌리 역
- 케빈 브레즈너핸 - 리틀 아서 역
- 데일 디키 - 메랍 역
- 개릿 딜라헌트 - 배스킨 보안관 역
- 셰릴 리 - 에이프릴 역
- 로런 스위처 - 게일 역
- 테이트 테일러 - 마이크 새터필드 역
- 셸리 왜그너 - 소니아 역
- 애슐리 톰프슨 - 애슐리 역
- 코디 브라운 - 플로이드 역
- 아이제이아 스톤 - 소니 돌리 역
- 밸러리 리처즈 - 코니 역
- 윌리엄 화이트 - 블론드 밀턴 역
- 러모나 블레어 - 육아 교사 역

## 수상 정보
- 얼라이언스 오브 우먼 필름 저널리스트(여성 영화기자협회)
  - 최우수 작품상
  - 최우수 감독상
  - 최우수 여우주연상 (제니퍼 로런스)
  - 최우수 촬영상
- AFI 어워즈(미국 영화 기관)
  - 최우수 TOP 10 선정
- 베를린 국제 영화제
  - C.I.C.A.E.상
  - "타게스슈피겔"의 리더 심사위원상
- 시카고 영화 비평가 협회
  - 유망한 배우상 (제니퍼 로런스)
- 달라스 포스 워스 영화 비평가 협회
  - 최우수 TOP 10 선정
- 디트로이트 영화 비평가 협회
  - 최우수 앙상블상
  - 최우수 여우주연상 (제니퍼 로런스)
  - 주목할만한 배우상 (제니퍼 로런스)
- 고담상
  - 최우수 장편영화상
  - 최우수 앙상블상
- 헐리우드 영화제
  - 최우수 신인연기상 (제니퍼 로런스)
- 휴스턴 영화 비평가 협회
  - 최우수 여우주연상 (제니퍼 로런스)
- 인디팬던트 스피리트 어워드
  - 최우수 남우조연상 (존 호크스)
  - 최우수 여우조연상 (데일 디키)
- 내셔널 보드 오브 리뷰(전미 비평가 위원회)
  - 최우수 TOP 10 선정
  - 주목할만한 연기상 (제니퍼 로런스)
- 샌 프란시스코 영화 비평가협회
  - 최우수 남우조연상 (존 호크스)
- 시애틀 국제 영화제
  - 최우수 신인연기상 (제니퍼 로런스)
  - 최우수 감독상
- 사우스이스턴 영화 비평가 협회
  - 최우수 TOP 10 선정
  - 진 와이어트상
- 토론토 영화 비평가 협회
  - 최우수 여우주연상 (제니퍼 로런스)
- 워싱턴 D.C. 영화 비평가 협회
  - 최우수 여우주연상 (제니퍼 로런스)
- 스톡홀름 국제 영화제
  - FIPRESCI 국제비평가상
  - 최우수 여우주연상 (제니퍼 로런스)
  - 최우수 작품상
- 선댄스 영화제
  - 심사위원대상(드라마)
  - 왈도설트 각본상